# Eurydice spenceri
Eurydice spenceri är en kräftdjursart som beskrevs av Bruce 1981. Eurydice spenceri ingår i släktet Eurydice och familjen Cirolanidae. Inga underarter finns listade i Catalogue of Life.